# Cheiracanthium gratum
Cheiracanthium gratum là một loài nhện trong họ Miturgidae.
Loài này thuộc chi Cheiracanthium. Cheiracanthium gratum được Wladislaus Kulczynski miêu tả năm 1897.